# Resurrezione di Cristo (Moroni)
La Resurrezione di Cristo è un'opera di Giovan Battista Moroni olio su tela, conservata come pala d'altare nella chiesa di San Martino di Sovere, oggetto di restauro nel 2013.

## Storia
Del dipinto si conserva la documentazione della commissione del 1561 e del pagamento che ne chiedeva la realizzazione entro la Pasqua dell'anno successivo. La registrazione venne fatta il: 
(Archivio parrocchiale chiesa di San Martino, Gabriele Medolago)
Il dipinto ebbe da subito successo tanto che viene citato da Donato Calvi  nel 1666 come un dipinto di quelli stimati e conservati nella chiesa di San Martino, e dal Tassi che scrisse: ...la resurrezione di Cristo, è di Gio B.a Moroni e vedesi di sua mano [...] in quella di Sovere la Risurrezione di nostro Signore.
Nel 1931 Angelo Pinetti ne fa un'ulteriore descrizione: Pala d'altare a sinistra del presbiterio, entro ancora in stucco [...]. Fra i quadri del Moroni registrati dal Tassi [...] è certo uno dei migliori.
Nel 1960 il dipinto fu restaurato ad opera di Mauro Pelliccioli, prima che venisse esposto in una mostra, che relazionò circa lo stato di conservazione. Il dipinto, infatti, presentava una copertura di polvere e vernice ossidata, con restauri settecenteschi che ne avevano alterato i colori originali. Questi dichiarò che il dipinto era da considerarsi tra i migliori d'arte sacra eseguiti dall'artista albinese, che era molto famoso per i suoi ritratti ma considerato di minor qualità sull'esecuzione di opere di carattere religioso.
Mina Gregori nel suo Pittura a Bergamo del 1991 descrive l'opera collegandola ai lavori del Moretto, suo maestro, pur con una miglior capacità schematica e interpretativa del realismo e del colore, dandone una datazione successiva agli anni cinquanta del XVI secolo.

## Descrizione
La tela raffigura l'evento vangelico della Risurrezione di Cristo, riprende lo schema raffigurativo del Moretto, maestro del giovane Moroni. Cristo è raffigurato nell'atto di ascendere al cielo, volge lo sguardo all'osservatore e indica con l'indice della mano destra il cielo, la strada del Paradiso, traguardo di ogni fedele, mentre con la sinistra trattiene il vessillo crociato. 

La scena è divisa in due parti, il corpo del Risorto la divide. Sul lato destro vi è la montagna scura, la grotta luogo della sepoltura, mentre sulla sinistra la serenità di un cielo che volge all'alba e che si apre sull'orizzonte dove si vede un paesaggio alpino in lontananza. 

La parte inferiore del dipinto raffigura i soldati, che addormentati vengono svegliati dalla luce dell'uomo che da morto appare a loro in forma viva, questi sono spaventati e increduli. Il Moroni ce li raffigura di spalle, volendo rappresentare in ognuno di loro, ogni uomo che non ha fede, e che alla fede arriva solo attraverso la visione.
Negli anni sessanta de Cinquecento, l'artista aveva sensibilmente migliorato la realizzazione di opere sacre producendo opere con una verità de l'istoria che riprende fedelmente i contenuti biblici. Questo nasce dal suo elaborare le condizioni mentali dei devoti che si ritrovò a dipingere sempre più presente e quindi coinvolgente.